# Paolo Negri
Paolo Negri, noto anche con lo pseudonimo di Apollo (Carignano, 11 gennaio 1979), è un pianista italiano, specializzato nell'uso dell'organo hammond. Ha collaborato con artisti internazionali e ha partecipato a numerosi progetti musicali tra cui Link Quartet e Wicked Minds, oltre ad aver intrapreso una carriera solista.

## Biografia
Inizia la sua carriera nel 1992 nei Nice Price un trio Rock psyco-progressivo in cui suona principalmente l'organo Hammond, ma anche strumenti caratteristici del genere come il Moog o il sintetizzatore; con loro registrerà un mini-album e parteciperà alla realizzazione di alcune compilation.
Nel 1997 dopo lo scioglimento dei Nice Price entra a far parte dei Link Quartet, un gruppo piacentino capitanato da Tony Face, e con i quali realizzerà ben 3 album musicali, parteciperà a numerosi festival europei e a due tour statunitensi. Nei primi anni 2000 entra a far parte anche dei Wicked Minds, una band rock progressivo, con i quali realizzerà 3 album e parteciperà ad un tour europeo.
Si esibisce insieme a John Belpaese all'Arezzo Wave Festival del 2001 come apri concerto di Max Gazzè, e negli anni successivi partecipa alla registrazione di album come "Fasten Seat Belt" di Ray Daytona and Googoobombos, con i quali fece anche un tour, e di Party on! dei Titty Twisters Orchestra.
Inizia da qui una lunga serie di collaborazioni tra cui quella con Paola & Chiara, in una versione del singolo Cambiare pagina, e con altri artisti del panorama undergorund come Dave Masoch, insieme al quale formerà i Modulo 5 e i Low Fidelity Jet-Set Orchestra, o il chitarrista Dave Wilkinson cofondatore dei Fred Leslie's Missing Link. Nello stesso periodo formerà insieme a Cyril Jean e Mario Janser un progetto musicale chiamato The Futuro Seven e realizzerà due EP per la Hammondbeat Records.
Da solista ha collaborato con Massimo Paparella, con il quale ha registrato l'album "Stack 'em High", e con la cantante folk-jazz Teresa Reeves-Gilmer per la realizzazione dell'EP "Paparazzi/A Blues for Me".
Nel 2007 esce il suo primo album solista "A Bigger Tomorrow", prodotto dalla Hammondbeat Records, seguito dal singolo Applecore. Il secondo lavoro, "The Great Anything", uscirà invece nel gennaio 2010.

## Discografia

### Album studio

#### Da solista
- 2007 - A Bigger Tomorrow
- 2008 - Stack 'em High (insieme a Massimo "Max" Paparella)
- 2010 - The Great Anything

#### Link Quartet
- 2001 - Episode One
- 2002 - Beat.it
- 2004 - Italian Playboys
- 2011 - 4

#### Wicked Minds
- 2004 - From the Purple Skies
- 2006 - Witch flower

#### Modulo 5
- 2007 - Soundsational Movements

#### Low Fidelity Jet-Set Orchestra
- 2008 - Searching for a Bit of Popularity

#### Fred Leslie's Missing Link
- 2008 - Fat Lip

#### Electric Swan
- 2008 - Electric Swan
- 2012 - Swirl in Gravity

### Album live
- 2007 - Live At Burg Herzberg Festival 2006 (Wicked Minds)

### Compilation
- 2009 - Paolo Apollo Negri's SXSW Odyseey

### Singoli

#### Fred Leslie's Missing Link
- 2008 - (I Got) So Much Trouble in My Mind

#### The Futuro Seven
- 2008 - The Oppenheimer Transmissions

### EP

#### Da solista
- 2007 - Applecore
- 2008 - Paparazzi/A Blues for Me (con Teresa Reeves-Gilmer)

#### Link Quartet
- 2004 - Italian Playboys International
- 2006 - Decade
- 2009 - Fast Girls & Sexy Cars/Drummore
- 2016 - Quattro Pezzi Facili
- 2021 - The Saint-Tropez Heist / Nizza Connection
- 2024 - Green Puma

#### Wicked Minds
- 2006 - Return to Uranus
- 2006 - Witchflower

#### The Futuro Seven
- 2008 - Origin/ Mercury Wonderland

### Collaborazioni in studio
- 1996 "Nice price" CD (Nice Price - ITA)
- 1997 "Gold one" CD (Freatlones - Face Records, ITA)
- 1999 "Sim" CD (Sim - ITA)
- 2002 "Anatre supreme" CD (Anatre Supreme - Behererec, ITA)
- 2003 "La prima cosa" CD (Je ne t'aime plus - Venus, ITA)
- 2004 "Party on!" CD (Titty Twisters Orchestra - Gonna Puke, ITA)
- 2004 "Fasten seat belt" CD/2LP (Ray Daytona & Googoobombos - Ammonia Records, ITA)
- 2004 "Blues in piacenza" CD (No Limits - Self, ITA)
- 2004 "Dark light's shades" CD (Dark Horizon - North Wind, ITA)
- 2004 "The giants of rock'n'roll" CD/10" (Kim's Teddy Bears - Billy's Bones Records, ITA)
- 2005 "A day in the park" EP (Paisley Windowpane - Teen Sound, ITA)
- 2005 "Grace canyon" CD (David Stockdale - USA/ITA)
- 2005 "Out of fashion" CD (The Rookies - Teen Sound, ITA)
- 2006 "The day the time machine got broken" limited/numbered CDr (Up-all-low Organization, ITA)
- 2006 "So...gimmy the bird" limited/numbered CDr (Up-all-low Organization, ITA)
- 2007 "Orange shading starlight" LP (Orange Shading Starlight - W Records, ITA)
- 2007 "One eyed jack" CD/10" (Ray Daytona & Googoobombos - 66Sixties Records, ITA)
- 2007 "I need somebody" CD (Lilith and The Sinnersaints - Alpha South, ITA)
- 2007 "Before my eyes" CD (J.C. Cinel - Lonestar Time, ITA)
- 2007 "Jerk & shake" 45 (Low Fidelity Jet Set Orchestra - Butterbeat Records, ITA)
- 2008 "Black man" LP (Gianluca Pighi & Robert Owens - Conya Records, UK)
- 2008 "Origin" 45 (Cpt. Hammond Vs. Futuro 7 - Hammondbeat, USA)
- 2008 "Lady day & john coltrane" 45 (Tony Face Big Roll Band - Hammondbeat, USA)
- 2008 "The crusade of the lost souls" CD (Lilith and The Sinnersaints - Alpha South, ITA)
- 2008 "Microcosmo" CD (Mario Troletti & Cico Bamba - Self, ITA)
- 2009 "L'altro Dio" CD (Gli Avvoltoi - Skpmz, ITA)
- 2009 "Old soul rebel" CD (Tony Face Big Roll Band - Area Pirata, ITA)
- 2009 "Lover and liar" 45 (Ray Daytona & Googoobombos - 66Sixties Records, ITA)
- 2008 "L'amore e il rock'n'roll" CD (Giovanni Baiardi - Eddi, ITA)
- 2010 "One ticket to paradise" CD (Hungry Heart - Tanzan Music, ITA)
- 2010 "Adult taste" CD (Cristio - Noise Ville, ITA)
- 2010 "White trash sideshow" LP/CD (Witche's Brew – Black Widow Records, ITA)
- 2010 "On the one" EP (Flyjack - Hammondbeat, USA)
- 2012 "Supersonicspeedfreaks" LP/CD (Witche's Brew – Black Widow Records, ITA)
- 2025 "Il Fuggiasco / A Mano Armata" (Marek De Vann - ITA)